# Remigian Franciszek Choiński
Remigian Franciszek Choiński herbu Korczak (zm. przed 14 czerwca 1701 roku) – skarbnik chełmski od 1659 roku, komornik ziemski chełmski w 1673 roku.
Był elektorem Michała Korybuta Wiśniowieckiego z ziemi chełmskiej w 1669 roku.